# DIP

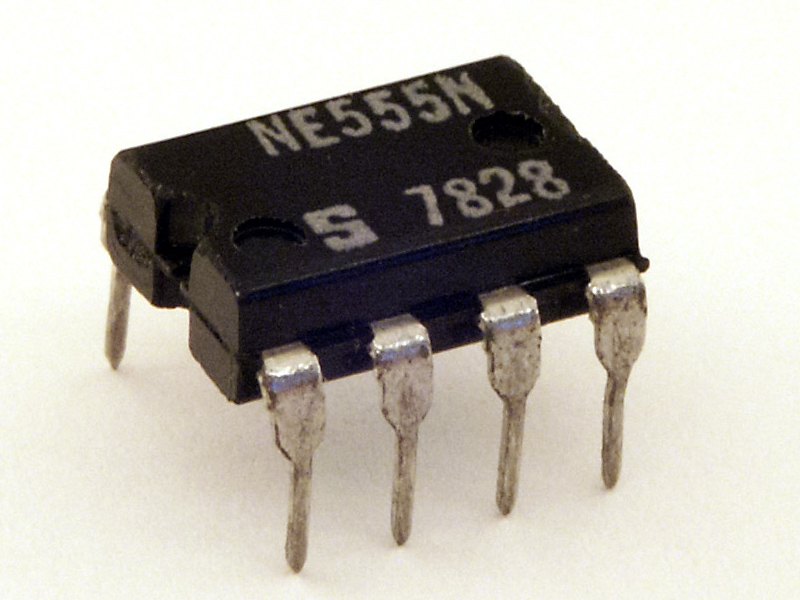
Микросхема таймера NE555 в корпусе PDIP8

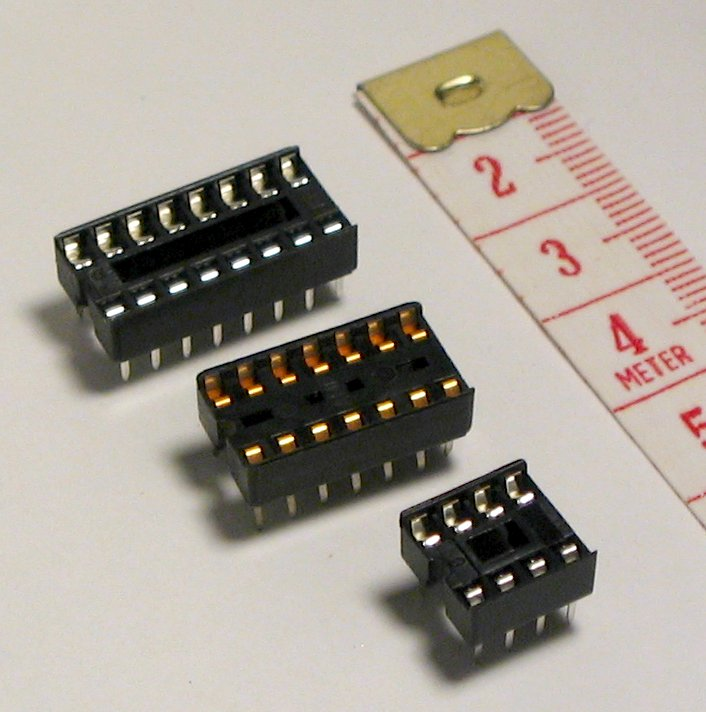
Разъёмы для 8-, 14- и 16-выводных компонентов в корпусе DIP

DIP (англ. dual in-line package, также DIL) — название типа корпуса, применяемого для микросхем, микросборок и некоторых других электронных компонентов. Корпуса такого типа отличаются прямоугольной формой и двумя рядами выводов по длинным сторонам корпуса.

## Виды
Может быть выполнен из пластика (PDIP) или керамики (CDIP). Керамический корпус применяется из-за близких значений коэффициента температурного расширения керамики и полупроводникового кристалла микросхемы. По этой причине при значительных и многочисленных перепадах температур механические напряжения кристалла, находящегося в керамическом корпусе, оказываются заметно меньше, что снижает риск его механического повреждения или отслоения контактных проводников. Также многие элементы в кристалле способны менять свои электрические характеристики под воздействием напряжений и деформаций, что сказывается на характеристиках микросхемы в целом. Керамические корпуса микросхем применяются в технике, работающей в жёстких климатических условиях и в ответственных и военных применениях.
Обычно в обозначении микросхемы также указывается число выводов. Например, корпус микросхемы распространённой серии ТТЛ-логики 7400, имеющий 14 выводов, может обозначаться как DIP14.
В корпусе DIP могут выпускаться различные полупроводниковые или пассивные компоненты — микросхемы, сборки диодов, транзисторов, резисторов, малогабаритные переключатели. Компоненты могут непосредственно впаиваться в печатную плату, также могут использоваться недорогие разъёмы для снижения риска повреждения компонента при пайке и возможности быстрой замены элемента без выпаивания его из платы, что важно при отладке прототипов устройства.

## История
Корпус DIP был разработан компанией «Fairchild Semiconductor» в 1965 году. Его появление позволило увеличить плотность монтажа по сравнению с применявшимися ранее круглыми корпусами. Корпус хорошо подходит для автоматизированной сборки. Однако размеры корпуса оставались относительно большими по сравнению с размерами полупроводникового кристалла. Корпуса DIP широко использовались в 1970-х и 1980-х годах. Впоследствии широкое распространение получили корпуса для поверхностного монтажа, в частности QFP и SOIC, имевшие меньшие габариты. Выпуск некоторых компонентов в корпусах DIP продолжается в настоящее время, однако большинство компонентов, разработанных в 2000-х годах, не выпускается в таких корпусах. Компоненты в DIP-корпусах удобнее применять при макетировании устройств без пайки на специальных макетных платах.
Корпуса DIP долгое время сохраняли популярность для программируемых устройств, таких как ПЗУ и простые ПЛИС (GAL) — корпус с разъёмом позволяет легко производить программирование компонента вне устройства. В настоящее время это преимущество потеряло актуальность в связи с развитием технологии внутрисхемного программирования.

## Выводы

Нумерация выводов. Вид сверху

Компоненты в корпусах DIP обычно имеют от 8 до 40 выводов, также существуют компоненты с меньшим или большим чётным количеством выводов. Большинство компонентов имеет шаг выводов в 0,1 дюйма (2,54 миллиметра) и расстояние между рядами 0,3 или 0,6 дюйма (7,62 или 15,24 миллиметра). Стандарты комитета JEDEC также определяют возможные расстояния между рядами: 0,4 и 0,9 дюйма (10,16 и 22,86 миллиметров) с количеством выводов до 64; некоторые корпуса имеют шаг выводов 0,07 дюйма (1,778 мм), однако такие корпуса используются редко. В бывшем СССР и странах Восточного блока, а также в европейском стандарте Pro Electron для корпусов DIP использовалась метрическая система и шаг выводов 2,5 миллиметра. Из-за этого советские аналоги западных микросхем плохо входят в разъёмы и платы, изготовленные для западных микросхем (и наоборот). Особенно остро расхождение шага заметно для корпусов с большим числом выводов.
ГОСТ Р 54844 устанавливает размеры и шаг выводов для микросхем в корпусах DIP (тип 21) с количеством выводов от 4 до 64, при этом допускает шаг выводов как 2,5 так и 2,54 мм.
Выводы нумеруются против часовой стрелки при рассмотрении микросхемы сверху. Первый вывод определяется с помощью «ключа» — выемки на краю корпуса, углубления или точки. Когда микросхема расположена маркировкой к наблюдателю и ключом вверх, первый вывод будет сверху слева. Счёт идёт вниз по левой стороне корпуса и продолжается вверх по правой стороне. При нумерации выводов не следует ориентироваться только на маркировку или гравировку типа микросхемы на корпусе, так как она может быть перевёрнута относительно «ключа». Приоритет при определении нумерации выводов следует отдавать «ключу».